# Sylwan (Wjurow)
Sylwan, imię świeckie Aleksandr Anatoljewicz Wjurow (ur. 20 lutego 1972 w Królewcu) – rosyjski biskup prawosławny.

## Życiorys
Chrzest przyjął w wieku siedemnastu lat. Rok wcześniej, w 1988, ukończył szkołę średnią, po czym podjął pracę jako ślusarz. W latach 1989–1994 studiował na wydziale filologicznym uniwersytetu w Królewcu, uzyskując dyplom w zakresie filologii rosyjskiej. W 1993 został hipodiakonem biskupa bałtijskiego Pantelejmona, funkcję tę pełnił przez rok. W 1994 udał się do eparchii magadańskiej i czukockiej na zaproszenie jej ordynariusza, biskupa Rościsława (hierarcha ten udzielał mu sakramentu chrztu) i 24 sierpnia 1994 złożył przed nim wieczyste śluby mnisze. 4 września 1994 został wyświęcony na hierodiakona, zaś 23 października 1994 – na hieromnicha.
Od stycznia do lipca 1995 prowadził pracę misyjną w Czukockim Okręgu Autonomicznym. Następnie do grudnia 1998 był proboszczem parafii Kazańskiej Ikony Matki Bożej w Magadanie. Rok później, w lutym, został p.o. namiestnika monasteru Zaśnięcia Matki Bożej i św. Aleksego w Tomsku, w październiku 1999 Święty Synod nadał mu tę godność na stałe. W tym samym roku otrzymał godność igumena. W 1999 został ponadto zatrudniony w seminarium duchownym w Tomsku. W latach 2006–2012 zasiadał w Izbie Społecznej obwodu tomskiego, w latach 2008–2012 należał do kolegium departamentu kultury tegoż obwodu. Równocześnie od 2007 do 2010 był członkiem składu sądu eparchialnego eparchii tomskiej i asinowskiej. W 2009 był delegatem mnichów i mniszek eparchii na Sobór Lokalny Rosyjskiego Kościoła Prawosławnego. Od 2010 był dziekanem dekanatu tomskiego miejskiego, zaś w 2012 otrzymał godność archimandryty.
Edukację teologiczną uzyskał w seminarium duchownym w Tomsku (w trybie zaocznym, dyplom w 2009); studia kontynuował (również w trybie zaocznym) w Moskiewskiej Akademii Duchownej, którą ukończył w 2013 r.
Nominację biskupią otrzymał na posiedzeniu Świętego Synodu Rosyjskiego Kościoła Prawosławnego w dniu 12 marca 2013. Został wówczas wyznaczony na pierwszego ordynariusza nowo erygowanej eparchii kołpaszewskiej. Jego chirotonia biskupia odbyła się w cerkwi Przemienienia Pańskiego w Moskwie-Bogorodskim 31 marca 2013.
W 2022 r. powierzono mu stanowisko zastępcy kanclerza Patriarchatu Moskiewskiego, przenosząc go równocześnie do eparchii moskiewskiej jako jednego z jej biskupów pomocniczych, z tytułem biskupa pawłowsko-posadzkiego.